# Sago

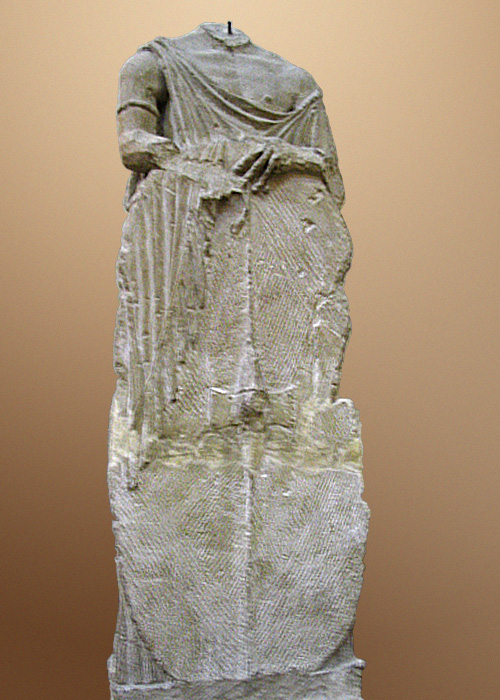
Estatua de un guerrero del siglo I a. C. con un sago y un escudo.

El sago o sagum (palabra probablemente de origen celta) era una vestidura militar que los romanos tomaron de los griegos o de los galos. 
El sago es una especie de manto cuadrado que no pasaba de las rodillas y se ponía encima de los demás vestidos ajustándose por medio de un broche. Se tenía como símbolo de la guerra así como la toga lo era de la paz y en circunstancias normales todos los ciudadanos vestían el sago salvo los que ejercían funciones consulares. Se debe distinguir del paludamentum, especie de capa usada por los oficiales de alto rango.
El término latino sagum, dio origen al castellano; sayo.

## Descripción
Se trataba de un antiguo tipo de abrigo romano que fue fabricado de un pedazo rectangular de lana. Tenía una apertura para la cabeza y de vez en cuando una capucha. El tercio superior del abrigo se giraba y servía como una protección de humedad adicional de los hombros. Con el mal tiempo el abrigo se extendía sobre la cabeza. Se trataba de una gruesa capa de piel de oveja, parece ser que siempre negra, de uso común entre guerreros y pastores.

## Origen
Varios pueblos del área mediterránea usaban el sago o una prenda similar: los sármatas, los germanos o los galos, a los cuales las fuentes romanas atribuyen el uso de un sago de varios colores (versicolor sagulum). También fue una pieza importante de la indumentaria celtibérica, que Julio Caro Baroja relacionó los capotes de los pastores mesetarios; en efecto, existen similitudes entre ambas, ya que se trata de una prenda de funcionalidad similar y en la misma zona. El sagum celtibérico era fundamental para soportar los crudos inviernos mesetarios, rápidamente copiada por los legionarios, no acostumbrados a ellos; Publio Cornelio Escipión Emiliano impuso a los numantinos la contribución de miles de sagos durante las guerras celtíberas.